# Julio Ochoa
Julio Ochoa – wenezuelski zapaśnik walczący w stylu wolnym. Brązowy medalista igrzyskach Ameryki Środkowej i Karaibów w 1982, a także igrzysk boliwaryjskich w 1985 roku.